# La esquina del infinito
La esquina del infinito es el quinto álbum de estudio grabado por la banda de hard rock La Renga. Considerado la obra cumbre del grupo en el más amplio sentido, principalmente en lo que respecta al mejoramiento y la consolidación del sonido que caracteriza al grupo, fue presentado los días 13 y 14 de octubre en el estadio de Ferro.

## Contexto
El álbum fue concebido en el final de la presidencia de Carlos Menem, y empezaban a verse los resultados de una década de decadencia institucional y pobreza estructural. La cultura del rock argentino, especialmente aquella denominada "la cultura del aguante", fundada en el rock and roll, el barrio la expresión llamada popular y las tribunas del fútbol, La Renga iba creciendo a pasos agigantados en la definición de lo que sería el hard rock argentino, y el cual se vería plasmado en este disco que contiene varios de sus clásicos que le otorgan la impronta más salvaje, cruda y furiosa, reflejada en la expresión fuerte y contundente del sonido obtenido.

## Portada
La tapa de la caja del CD consta esencialmente de un dibujo compuesto de una hoja de daga, de la cual surge como un mango un torso humano con vestido liso, con mangas que se amplían al llegar a las manos casi esqueléticas. el torso se diferencia de la hoja de daga a partir de una soga utilizada como cinturón. Donde debería estar la cabeza humana perteneciente al torso, hay en realidad una cabeza de león. 
Las ilustraciones son de Fito, Tachi y Chori Berisso; el diseño gráfico de Laura Varsky.

## Lista de canciones
- Todos las canciones compuestas por Gustavo F. "Chizzo" Napoli, excepto "En pie" de Manuel Varela y "Hey hey, my my" de Neil Young.

| N.º | Título                                                        | Duración |  |
| 1.  | «La vida, las mismas calles»                                  | 2:49     |  |
| 2.  | «Motoralmaisangre»                                            | 3:57     |  |
| 3.  | «Al que he sangrado»                                          | 2:35     |  |
| 4.  | «Panic show»                                                  | 3:02     |  |
| 5.  | «El cielo del desengaño» (con Dmitri Rodnoy y Javier Casalla) | 4:29     |  |
| 6.  | «Arte infernal» (con Carlos Patan Vidal)                      | 3:09     |  |
| 7.  | «En el baldío»                                                | 4:02     |  |
| 8.  | «En pie» (con Ricardo Mollo)                                  | 4:13     |  |
| 9.  | «El rey de la triste felicidad»                               | 4:18     |  |
| 10. | «Estalla»                                                     | 4:43     |  |
| 11. | «Hey hey, my my» (cover de Neil Young)                        | 4:36     |  |
| 12. | «Las mismas calles»                                           | 1:44     |  |

## Músicos
La Renga
- Chizzo: Voz y guitarra
- Tete: Bajo
- Tanque: Batería
- Chiflo: Saxofón y trompeta
- Manu: Saxofón, armónica y guitarra rítmica

Invitados
- Dmitri Rodnoy: Chelo (en "El cielo del desengaño")
- Javier Casalla: Violín (en "El cielo del desengaño")
- Carlos ''Patan'' Vidal: Piano (en "Arte infernal")
- Ricardo Mollo: Guitarra (en "En pie")

## Gira musical
Artículo principal: Gira La esquina del infinito
Comenzó el 13 de octubre de 2000 en el estadio de Ferro, agregándose una nueva función el día 14. Finalizó el 1 de septiembre de 2001. Lo más importante de la gira fue el recital que la banda brindó en el estadio de Huracán. Este concierto, además de ser la presentación del disco, fue la grabación de su segundo disco en vivo.